# Vyšný Komárnik
Vyšný Komárnik este o comună slovacă, aflată în districtul Svidník din regiunea Prešov, pe malul râului Ladomirka⁠(d). Localitatea se află la altitudinea de 434 m deasupra n.m., se întinde pe o suprafață de 6,6 km2 și în 2017 număra 67 de locuitori.

## Istoric
Localitatea Vyšný Komárnik este atestată documentar din 1600.

## Demografie
| An:                | 1994 | 2004   | 2014   | 2024   |
| ------------------ | ---- | ------ | ------ | ------ |
| Număr de persoane: | 74   | 76     | 71     | 64     |
| Diferență:         |      | +2,70% | −6,57% | −9,85% |

| An:                | 2023 | 2024   |
| ------------------ | ---- | ------ |
| Număr de persoane: | 68   | 64     |
| Diferență:         |      | −5,88% |